# Ratsgymnasium Stadthagen
Das Ratsgymnasium Stadthagen (RGS) ist ein alt- und neusprachliches mathematisch-naturwissenschaftliches musikalisches Gymnasium und eine Europaschule in Stadthagen (Landkreis Schaumburg). Es führt seine Geschichte auf eine „lateinische Stadtschule“ seit 1330 zurück und gilt damit als eine der ältesten Schulen im Deutschen Sprachraum.

## Allgemeines
Das Gymnasium wird als moderne Europaschule, die gleichzeitig Schule ohne Rassismus – Schule mit Courage ist, geführt sowie als Humanitäre Schule, „Nimbus“-Musikschule, Partnerschule des German-American-Partnership-Programms, Lions-Quest-Schule. Außerdem ist sie Mitglied im Kooperationsverbund Schaumburg für besondere Begabungen.
Das RGS hatte 2019 (Stand Oktober 2019) 830 Schülerinnen und Schüler. Das Unterrichtsangebot deckt sowohl den sprachlichen (Englisch, Französisch, Latein, Spanisch, Altgriechisch) als auch den natur- und gesellschaftswissenschaftlichen sowie künstlerischen und sportlichen Bereich ab. Das RGS ist die „Heimat“ der Ratsband Stadthagen und der Büsching-Street Big Band, zweier international bekannter Orchesterformationen.

## Geschichte
Die Stadtstatuten erwähnen fürs Jahr 1330 eine „lateinische Stadtschule“. 1416 wurde die Lateinschule hinter der Kirche umgebaut. Ein Schulneubau an dieser Stelle ist 1565 belegt. 1571 wurde die Schulordnung des Grafen Otto IV. eingeführt. 1610 war das Gymnasium illustre im ehemaligen Franziskanerkloster Lateinschule mit 2-stufigem akademischen Gymnasium. Die daraus 1619 gegründete Universität Ernestina wurde 1621 nach Rinteln verlegt. Die Stadtschule, heute das Gebäude der Oberstufe der IGS Schaumburg, wurde 1878 neu gebaut. Die Bürgertöchterschule wurde 1887 am Viehmarkt neu gebaut. Die höhere Töchterschule wurde 1894 gegründet. 1902 entstand das Realprogymnasium. Die Bürgerknabenschule wurde 1903 neugebaut. Die Schule wurde 1922 verstaatlicht. 1923 wurde die Koedukation eingeführt. Die höhere Töchterschule wurde 1926 aufgelassen. 1938 wurde das erste Abitur an der staatlichen Oberschule abgenommen.
1946 wurde die Schule zur staatlichen Oberschule und zum Gymnasium. Zehn Jahre später wurde sie zum Gymnasium Stadthagen. An der Büschingstraße wurde 1963 ein Neubau erstellt. Die Umbenennung in Ratsgymnasium Stadthagen fand 1970 statt. Die Orientierungsstufe wurde 1977 eingeführt. Das erste Abitur nach der Reformierten Oberstufe wurde 1978 abgenommen. Seit dem 21. September 2001 ist das Ratsgymnasium offiziell eine Europaschule. 2007 wurde der 4. Trakt fertiggestellt, 2009 folgte die Einweihung des neugestalteten Schulhofs.

## Schulbibliothek
Die Schulbibliothek verwahrte einen wertvollen historischen Bestand, der u. a. Kettenbücher umfasste. Die Bestände werden heute im Staatsarchiv Bückeburg aufbewahrt. Die Schülerbibliothek ist ein großes, modernes Medienzentrum, in dem 16.000 Medien bereitgehalten werden.

## Ratsband Stadthagen

Die Ratsband Stadthagen in Wien

Das sinfonische Blasorchester des Ratsgymnasiums Stadthagen, die Ratsband Stadthagen ist ein Oberstufenorchester und besteht aus ca. 60 Schülern der Klassen 11 und 12. In den Bläserklassen im 5. und 6. Jahrgang kommen sämtliche Blechblas- und Holzblasinstrumente zum Einsatz. Schlaginstrumente und Bässe werden ebenfalls ab Klasse 5 gefördert.
Das Oberstufenorchester hat alle fünf Kontinente bereist; unter anderem vertrat die Ratsband Deutschland beim Jugendfestival in Shenzhen (China) und gewann Gold. Das Ensemble hat zehn CDs aufgenommen. Zu hören sind sowohl Originalkompositionen für sinfonisches Blasorchester und Big Bands als auch Arrangements aus der U- und E-Musik.
Mit Missa Katharina wurde zum ersten Mal auch eine Messe u. a. beim Kirchentag in Bremen aufgeführt und 2010 der dazugehörige Präsentationswettbewerb „Euregio“ gewonnen. Im Dezember 2012 wurde der Blasorchesterausbildung am Ratsgymnasium als erstem Gymnasium in Niedersachsen das Gütezeichen für Musik „Nimbus“ vom Niedersächsischen Musikverband verliehen.
Die Büsching-Street Big Bands und die Big Band „Body & Soul“ sind die Big-Band-Auskopplung der sinfonischen Blasorchester der Schule. Die Bands spielen sowohl bei Veranstaltungen im Schaumburger Land als auch bei überregionalen Events mit. 2008 spielte die Big Band bei der Bertelsmann-Stiftung in Berlin vor den Kultusministern der Länder und hat die Weihnachtsfeier der Landesschulbehörde Niedersachsen musikalisch gestaltet. 2009 spielte sie auf der Didacta-Messe, bei der Verleihung des Gütesiegels für Schulen in Hannover, in der Oper Hannover bei der Veranstaltung „open stage“ und beim Deutschen Präventionstag im Kuppelsaal von Hannover. Im Juni 2009 erreichte die Band mit ihrem Leiter Andreas Meyer beim Skoda-Wettbewerb „Jugend jazzt“ der Länder Niedersachsen und Sachsen-Anhalt die Auszeichnung „mit sehr gutem Erfolg teilgenommen“. 2011 spielte die Band im „Maharadscha“ (Zoo Hannover) bei der Kultusministerkonferenz der Länder. 2012 und 2015 erhielt die Big Band in Wolfenbüttel bei „Jugend jazzt“ die Auszeichnung mit „sehr gutem Erfolg teilgenommen“.

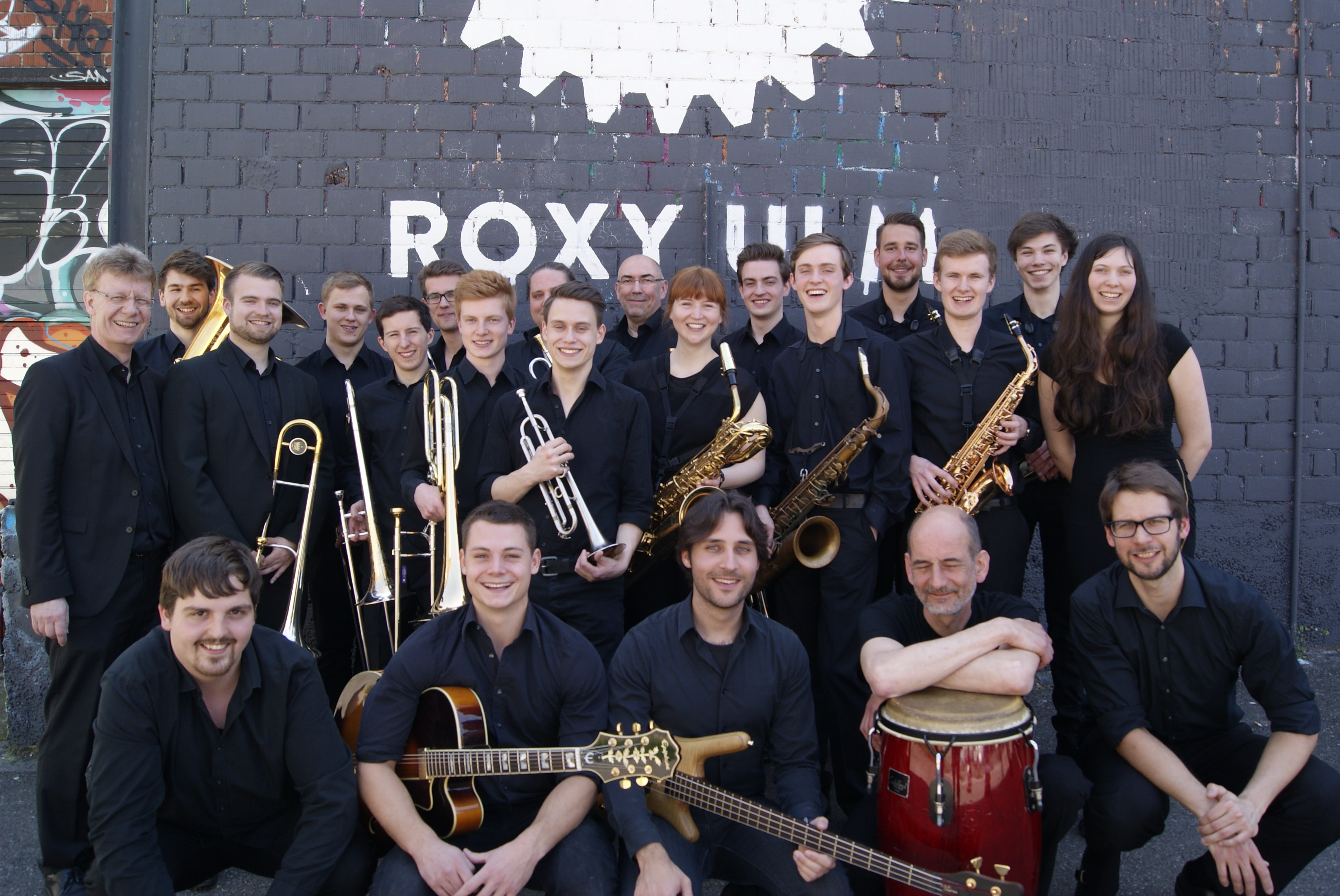
Die Big Band Body & Soul Stadthagen

Die Big Band Stadthagen Body & Soul erreichte 2015 mit 24,5 Punkten die höchste Punktzahl beim Niedersächsischen Orchesterwettbewerb in Rothenburg und kam 2016 beim Deutschen Orchesterwettbewerb in Ulm unter die Top 5 in Deutschland. Überregional bekannt geworden ist die Big Band vor allem durch das Niedersächsischen Big Band Meeting, welches alle zwei Jahre in Stadthagen stattfindet. Hier spielt Body & Soul regelmäßig mit der NDR Big Band. Aus der Band gingen professionelle Musiker hervor, die ebenfalls im Bundesjazzorchester BuJazzO spielten.

## Ehemalige Schüler
- Rudolf Bretthauer (1882–1941), Pädagoge und Politiker
- Wolfgang Lambrecht (1944–2022), Kinderchirurg, Hochschullehrer in Hamburg
- Ulf Fildebrandt (* 1972), Schriftsteller
- Marja-Liisa Völlers (* 1984), MdB
- Vanessa Hegelmaier (* 1987), Model
- Luna Bulmahn (* 1999), Leichtathletin

## Ehemalige Lehrer
- Johannes Mollenbeck (1592–1624), Professor der Rechte
- Rolf Bökemeier (1932–2007), Heimatforscher und Sachbuchautor